# الحركة النسائية الفاشية الروسية

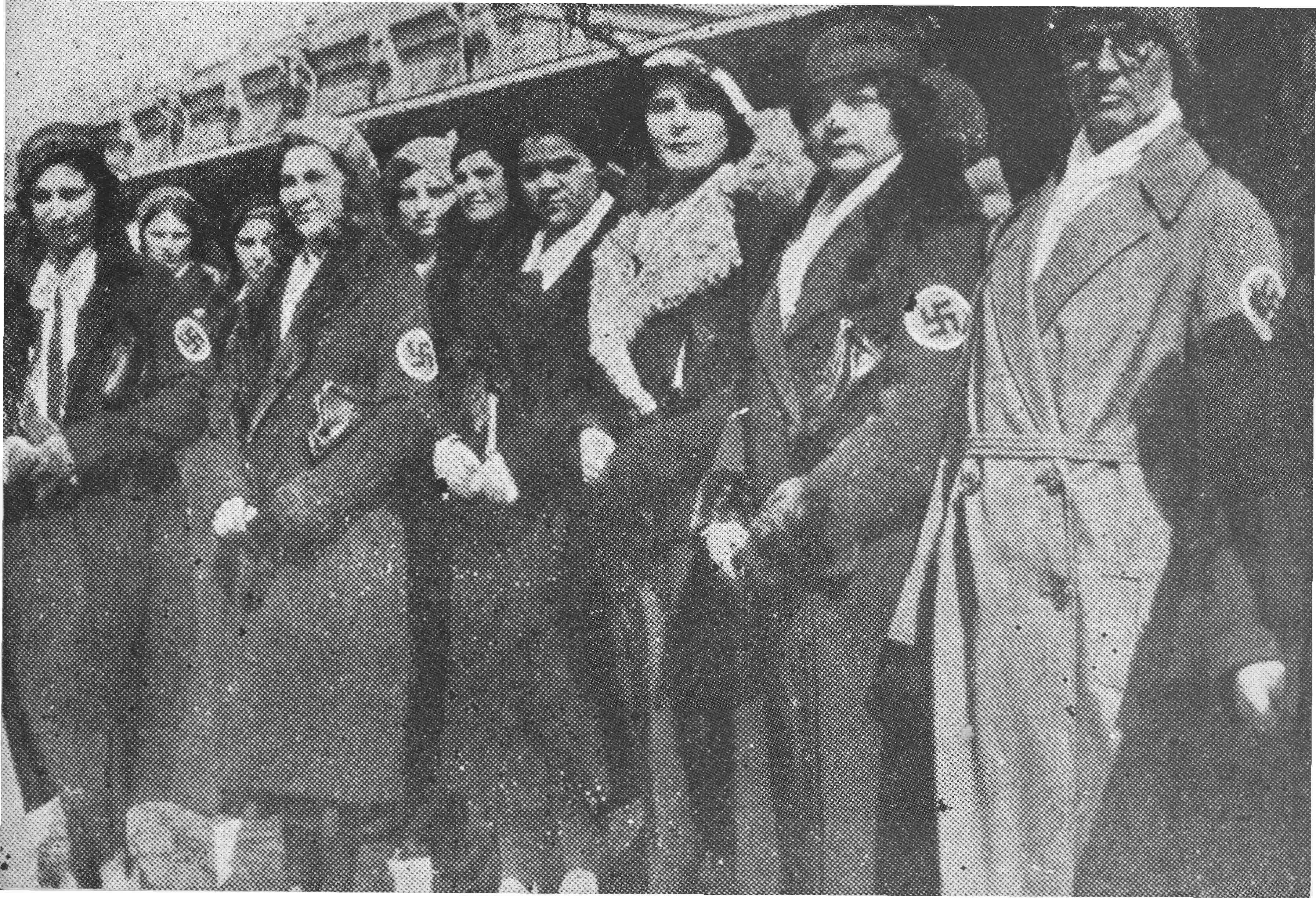
عضوة في الحركة النسائية الفاشية الروسية RGFD تجتمع في محطة سكة حديد هاربين أنستازيا فوسيناتسكي في 26 أبريل 1934.

كانت الحركة النسائية الفاشية الروسية (وباالروسية: «Российское женское фашистское движение»، Rossiiskoye Zhenskoye Fashistskoye Dvizheniye) هي الجناح النسائي للحزب الفاشي الروسي بالكامل، الذي كان مقره في منشوريا في ثلاثينيات وأربعينيات القرن العشرين. تأسست الحركة في هاربين لتوحيد النساء في روسيا اللواتي «يؤمنّ بالله ويرغبن في تأسيس بيت محب وعمل محترم». تلتزم الحركة النسائية الفاشية الروسية من الناحية الأيديولوجية بالفاشية الروسية، وتتخذ الشعار الرئيسي للفاشيين الروس «الله، الأمة، العمل». دعت الحركة حزب العمل الوطني الروسي، الذي بُني على فكر الأحزاب الفاشية الروسية وهو أن المرأة ستحقق «مكانتها الصحيحة» في القانون كحاملة لفكرة الجمال وكحارسة للمنزل.
عملت الحركة النسائية الفاشية الروسية كقسم مستقل للحزب الفاشي في عموم روسيا، مع سياستها التي توفرها توجيهات الحركة والتي وافق عليها رئيس الحزب الفاشيالروسي VFP. تم تأسيس مركز التوجيه في الحركة أثناء مؤتمرات الحزب. وتنتمي القيادة العامة للحركة إلى رئيس الحزب الفاشي الروسيVFP، الذي قاده من خلال مركز إدارة الحركة النسائية الفاشية الروسية RGFD. لم تدخل اللوائح التي تحكم مركز الحركة النسائية الفاشية الروسية حيز التنفيذ إلا بعد موافقة رئيس الحزب الفاشي الروسي.
تألف مركز التوجيه الحركة النسائية الفاشية الروسية من رئيسة، التي كان تُعتبر رئيسة الحركة النسائية الفاشية ككل. كما كان لها نائب، سكرتير، كان يعتبر أميناً للحركة الديمقراطية بشكل عام، وأمينًا للخزانة ورؤساء قسمين، قسم الدعاية وقسم إدارة التدريب.
تتألف المنظمات المحلية في الحركة النسائية الفاشية الروسية RGFD من مجموعات مختلفة من المتعاطفين مع الفاشية والمرشحين والأعضاء النشطين. كانت الحركة تُعرف باسم بؤرالحزب الفاشي وكانت تتكون من شخصين إلى خمسة أشخاص تغطي منطقة معينة.
كان المركز يترأسه منطقة رئيسية تعرف باسم منطقة مديرة المدرسة، حيث كان يقع على عاتق إدارة رئيس القسم، الذي عينه المشرف الأم وتوافق عليه RGFD. أبلغ كل رئيس قسم لرئيس نفس اسم الدائرة في VFP.
كان الزي الرسمي لحركة المرأة الروسية الفاشيّة بلوزة بيضاء، وتنورة سوداء، وقوسًا أسود، وصليبًا معقوفًاعلى الكم الأيسر.

## روابط خارجية
- Oberlander, Erwin (1966). "Journal of Contemporary History 1966: Vol 1 Iss 1". دورية التاريخ المعاصر  [لغات أخرى]‏ (بالإنجليزية). Sage Publications, Ltd. 1 (1): 158–73. DOI:10.1177/002200946600100110. ISSN:0022-0094. JSTOR:259654. Retrieved 2022-07-07 – via جايستور.{{استشهاد بدورية محكمة}}:  صيانة الاستشهاد: علامات ترقيم زائدة (link)
- Various photos
- Russian Fascist Party

## المؤلفات
- Родзаевский К. В. Завещание русского фашиста. М., ФЭРИ-В, 2001 (ردمك 5-94138-010-0)
- Stephan, John J. (1978). The Russian Fascists. Tragedy and Farce in Exile, 1925–1945 (بالإنجليزية). London: هاميش هاميلتون  [لغات أخرى]‏. ISBN:0-241-10033-X.{{استشهاد بكتاب}}:  صيانة الاستشهاد: أسماء عددية: قائمة المؤلفين (link) صيانة الاستشهاد: علامات ترقيم زائدة (link)